# رجل وامرأة (مسلسل)
رجل وامرأة ، بينه وبينها (بالكورية: 남과 여)؛ هو مسلسل تلفزيوني كوري جنوبي، من بطولة لي دونغ-ها، لي سيول. مبني على الويبتون الذي يحمل نفس الاسم من تأليف هيون-نو، يصور قصة ثنائي انفصلا بعد سبع سنوات بسبب زلة. بدأ يعرض في 26 ديسمبر 2023، يتم بثه على شانل أ كل أيام الثلاثاء الساعة 22:30 (KST).

## القصة
تعمل هان سونغ أوك (لي سيول) كمصممة مجوهرات وصديقها هو جونغ هيون سونغ. لقد تواعدا منذ 7 سنوات، لكن العاطفة في علاقتهما قد بردت بالنسبة لهما. في إحدى الليالي بعد انفصالهما، يلتقيا وجهًا لوجه أمام مصعد الفندق. كلاهما برفقة شخص آخر.

## الطاقم

### الرئيسي
- لي دونغهاي في دور جونغ هيون سيونغ: رجل يطلق بطموح علامة تجارية لأزياء، لكنه يكافح.[5]
- لي سيول في دور هان سيونج أوك: مصممة مجوهرات كانت تواعد هيون سيونغ منذ سبع سنوات.[7]

### الداعم
- ايم جاي هيوك في دور أوه مين هيوك: شخص غير مهتم بالعمل أو المواعدة أو الزواج.[2]
- يون يي جو في دور كيم هاي ريونج: معلمة روضة أطفال.[8]
- تشوي وون ميونغ في دور آهن سي هو: الرجل الذي يدلي باستمرار بتعليقات غزلية لـ يو-جو، التي تكبره بست سنوات.[6]
- بايك سو هي في دور يون يو جو: شخص واقعي يريد علاقة مستقرة.[9]
- كيم هيون-موك في دور كيم هيونغ سيوب: أفضل صديق لـهيون سيونج وهو ابن رئيس امتياز ديم سوم.[10]
- بارك جيونج هوا في دور ريو إيون جيونج: أفضل صديقة لسيونج أوك وهي عارضة ملابس رياضية ومؤثر على وسائل التواصل الاجتماعي.[11]
- يون جي هيونغ في دور كيم جيون يوب.[2][12]

## المشاهدات
| حلقات | تاريخ البث     | تقييمات (Nielsen Korea) |
| ----- | -------------- | ----------------------- |
| 1     | 26 ديسمبر 2023 | 0.5%                    |
| 2     | 2 يناير 2024   | 0.432%                  |
| 3     | 9 يناير 2024   | 0.429%                  |
| 4     | 16 يناير 2024  | 0.168%                  |
| 5     | 26 يناير 2024  | 0.33%                   |
| 6     | 2 فبراير 2024  | 0.278%                  |
| 7     | 9 فبراير 2024  | 0.314%                  |
| 8     | 16 فبراير 2024 | 0.163%                  |
| 9     | 23 فبراير 2024 | 0.367%                  |
| 10    | 1 مارس 2024    | 0.210%                  |
| 11    | 8 مارس 2024    | 0.366%                  |
| 12    | 15 مارس 2024   |                         |
| متوسط | متوسط          | —                       |

## روابط خارجية
- الموقع الرسمي
 (بالكورية)
- رجل و امرأة على موقع IMDb (الإنجليزية)
- رجل وامرأة على هانسينما